# Jan Koula
Jan Koula (9. února 1855, Český Brod – 18. května 1919, Bubeneč, dnes Praha) byl český architekt, muzejník, designér, výtvarník-kreslíř, organizátor výstav a etnograf.

## Život
Narodil se v Českém Brodě jako syn řezníka Františka Kouly a Karolíny, rozené Bednaříkové, matka pocházela z rodiny tamního koželuha. Absolvoval vyšší reálku, pražskou Polytechniku (obor pozemní stavitelství a architektura) a studia ukončil na vídeňské Akademii. Jako absolventskou práci vytvořil projekt lázeňské budovy, který nebyl realizován. Na pražské Polytechnice se později stal profesorem stavitelského umění ("Baukunst"), architektonického a ornamentálního kreslení, a v letech 1902—1903 jejím rektorem.
Obesílal architektonické soutěže (mj. na dostavbu Staroměstské radnice, Letenský průkop, nebo na Čechův most).
Systematicky v několika dílnách realizoval své návrhy na výrobky uměleckého řemesla v tradici lidového umění (majolika, nábytek, textil, šperk, aj.).
V letech 1892–1917 byl kurátorem sbírek národopisu a historické archeologie a po předčasném penzionování prof. Bohumila Matějky také přednostou téhož oddělení Národního muzea v Praze. Jako první systemizoval tamní sbírky uměleckého řemesla, a zasloužil se o jejich četné akvizice. Zveřejnil řadu článků o umělecko-řemeslných památkách (zejména v časopisu Památky archeologické a místopisné), pravidelně recenzoval výstavy současného umění v Rudolfinu, v Umělecké besedě a v Topičově salónu. Podílel se na organizování dvou nejvýznamnějších pražských výstav uměleckých památek, a to Všeobecné zemské jubilejní výstavy v roce 1891 a Národopisné výstavy českoslovanské v roce 1895. Roku 1906 byl hlavním organizátorem české sekce reprezentační výstavy o hospodářství a kultuře Rakousko-Uherska, konané v Londýně.
Jako uznávaný znalec v oboru památek, architektury a lidového umění byl zván do dozorčích rad a výborů mnoha akcí, k nejvýznamnějším patřily výbor pražského magistrátu pro asanaci staré Prahy, Jednota pro dostavbu pražské katedrály nebo komise pro dostavbu a vybavení hradu Karlštejna.
Dále se věnoval spolkovému životu, byl spoluzakladatelem a 1904–1908 předsedou Klubu Za starou Prahu. Působil též v Komisi pro soupis památek Prahy, kde zajišťoval zpracování grafických příloh soupisných listů.

### Rodinný život
S manželkou Annou, rozenou Macasyovou (1861—1937) měl dceru Viktorii (1883—1943) a syna Jana (1896—1975), pozdějšího architekta a publicistu.

## Dílo
Koula byl bytostným architektem, designérem a zejména schopným podnikatelem ve stavebnictví i v užitém umění. V architektuře se zprvu přikláněl k historismu, později spojoval prvky dekorativní výzdoby historické architektury s folklórem a secesí. V novorenesanční architektuře byl souputníkem i spolupracovníkem Antonína Wiehla, se kterým spolupracoval na výzdobě fasády Staroměstské vodárny na Novotného lávce u Karlova mostu (1883). Koula na této budově Městské vodárny staroměstské v Praze (od 12. 5. 1936 Muzeum Bedřicha Smetany) navrhoval sgrafita spolu s Mikolášem Alšem a Františkem Ženíškem. V rámci asanace prosazoval pokračování Čechova mostu na letenské straně otevřeným průkopem. Za jeho postoje v době asanace jej například kritizoval Vilém Mrštík v eseji Bestia triumphans.
Vytvořil četné kresby předmětů uměleckého řemesla pro edici Soupisů památek uměleckých a historických v Království českém. Samostatně vydal monografii Památky uměleckého průmyslu v Čechách (I. díl 1882, II. díl 1888).

## Významné realizace

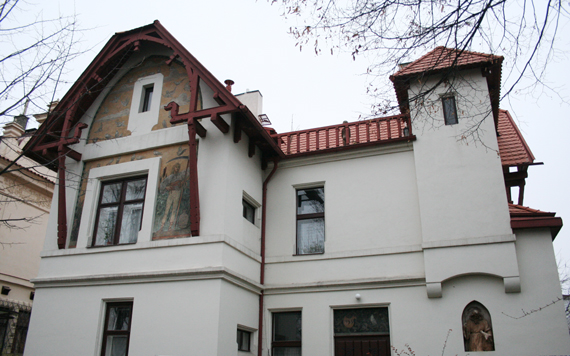
Koulova vlastní vila ve Slavíčkově ul. 17 (Praha-Bubeneč čp. 153)

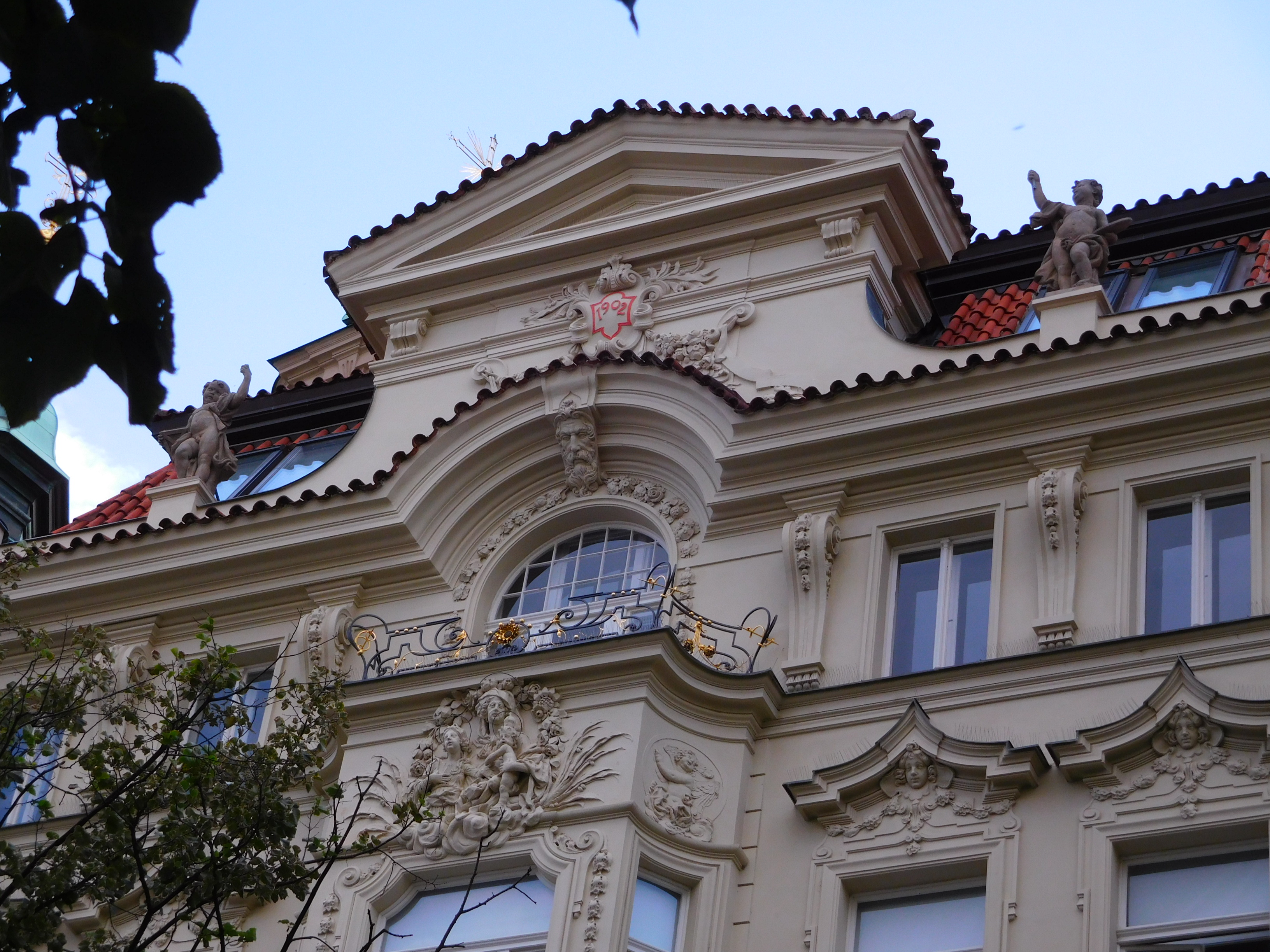
Fasáda Koulova domu, Pařížská 1, Praha-Staré Město

- úprava interiérů paláce rodiny Lannů v Hybernské ul. čp. 1030/II, v Praze - Nové Město (1880)
- novorenesanční sokolovna v Českém Brodě (1884)
- Česká chalupa na Všeobecné zemské jubilejní výstavě v Praze (spolupráce s Antonínem Wiehlem, 1891)
- Rychta na Národopisné výstavě českoslovanské v Praze (1895)
- novorenesanční Suchardova vila v Slavíčkově ul. čp. 151 v Praze-Bubenči (1895–1896)
- vlastní rodinná vila v lidovém slohu v Slavíčkově ul. čp. 153 v Praze-Bubenči (1896)
- novorenesanční dům Adolfa Heyduka v Písku (1899)
- vlastní činžovní novobarokní dům čp. 1073/I v Pařížské třídě 1 v Praze na Starém Městě (1902)
- dům na Staroměstském nám. čp. 608/I v Praze na Starém Městě (1904–1905)
- úpravy Staroměstské radnice čp. 1/I a sousedního domu U Minuty čp. 3/I v Praze
- projekt na Čechův most v Praze (1906–1908)
- úpravy Strakovy akademie v Praze na Malé Straně
- Pavilón pro Maroldovo panorama Bitvy u Lipan v Královské oboře v Praze (1908, zřítil se 1929)
- rekonstrukce historické renesanční radnice v Plzni (1907–1912), návrh a vlastnoruční realizace její sgrafitové výzdoby[10]

## Pozůstalost
- Písemnosti, plány a fotografie profesního zaměření jsou uloženy v archivu Národního technického muzea v Praze.

## Výstavy
- Jan Koula - vlastimil a novorenesančník - Západočeské muzeum v Plzni, 2019, autoři Jan Mergl a Lenka Merglová Pánková[10]

## Galerie

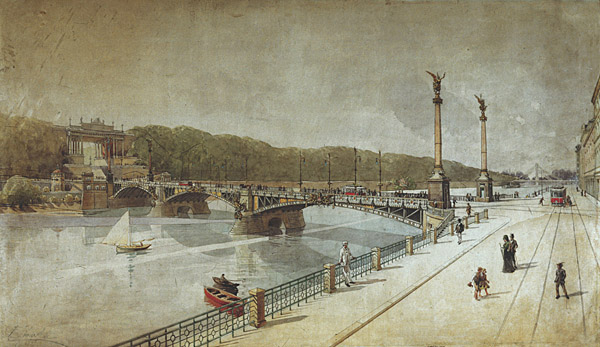
Jan Koula - Soutěžní návrh na průkop letenského svahu (1906-9)
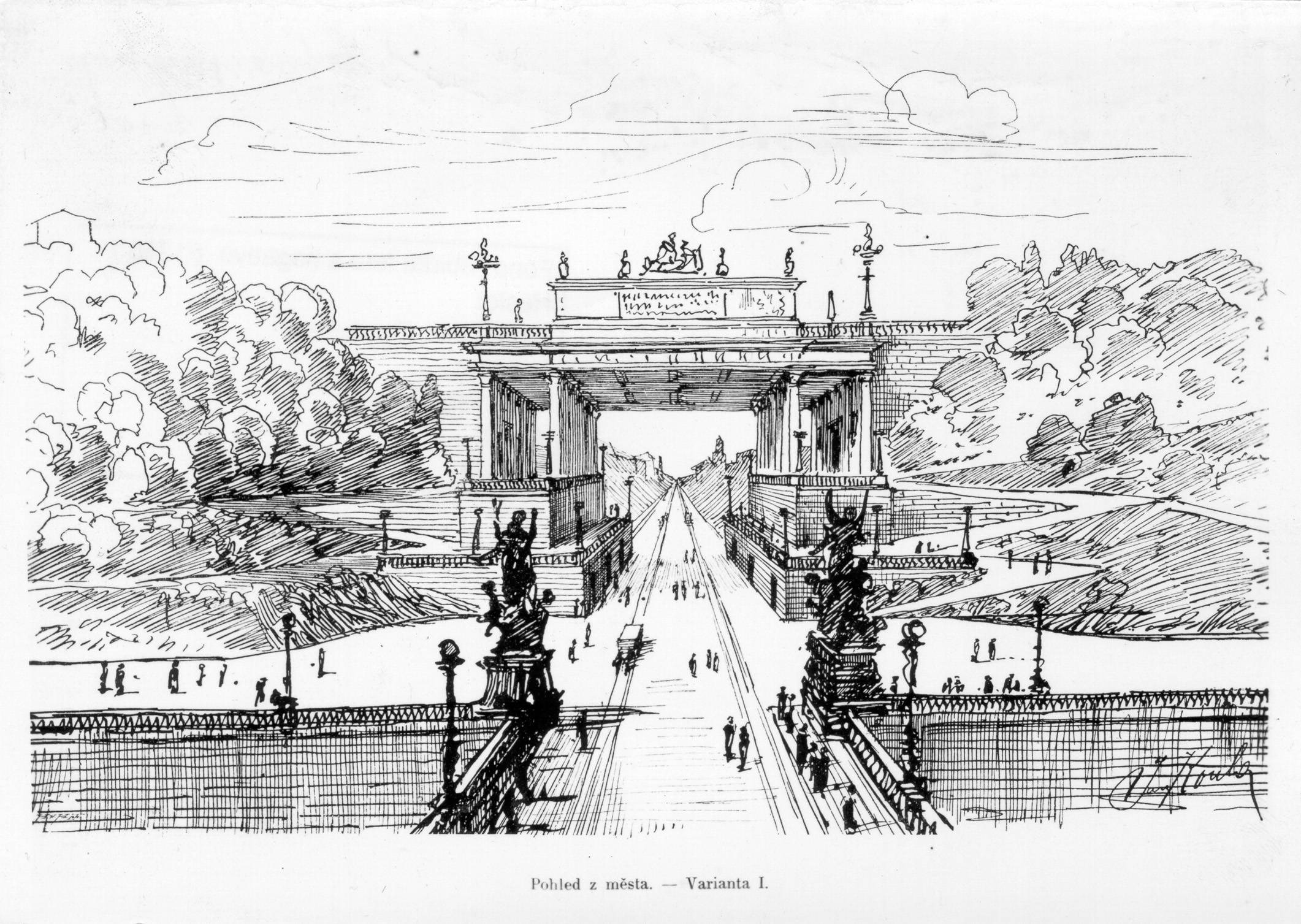
Jan Koula - Návrh na průkop letenského svahu